# Aurora (film, 2019)
Pour les articles homonymes, voir Aurora.
Pour plus de détails, voir Fiche technique et Distribution.
Aurora est un film finlandais réalisé par Miia Tervo, sorti en 2019.

## Synopsis
Aurora rencontre Darian, un Iranien qui tient un stand de hot-dogs en Laponie. Leur rencontre va leur permettre d'arrêter de s'enfuir.

## Fiche technique
- Titre : Aurora
- Réalisation : Miia Tervo
- Scénario : Miia Tervo
- Musique : Jaakko Laitinen et Lau Nau
- Photographie : Arsen Sarkisiants
- Montage : Antti Reikko
- Production : Mahsa Malka
- Société de production : Dionysos Films
- Pays :  Finlande
- Genre : Comédie dramatique et comédie romantique
- Durée : 106 minutes
- Date de sortie : 
  - Finlande : 25 janvier 2019

## Distribution
- Mimosa Willamo : Tuuli Aurora Ruikka
- Amir Escandari : Darian
- Elá Yildirim : Azar
- Oona Airola : Kinky
- Miitta Sorvali : Grand-mère Liisa
- Ria Kataja : Tiina
- Chike Ohanwe : Juha
- Hannu-Pekka Björkman : Reijo
- Pamela Tola : Ulla
- Julius Susimäki : Antti
- Petteri Pennilä : Vouti
- Simo Haase : Jope
- Mikko Ruokanen : Joni
- Kari Mattila : Arto
- Mirja Oksanen : Merja
- Johan Fagerudd : Wolfgang
- Minna Kivelä : Muumimuki-Eila
- Ulla Ihalainen : Tuulikki
- Anne Niskala : Kaisa

## Distinctions
Le film a été nommé pour quatorze Jussis et en a remporté sept : Meilleur film, Meilleure actrice pour Mimosa Willamo, Meilleur second rôle masculin pour Chike Ohanwe, Meilleur second rôle féminin pour Miitta Sorvali, Meilleure réalisation, Meilleur scénario et Meilleurs costumes.